# Reisseronia pusilella
Reisseronia pusilella is een vlinder uit de familie zakjesdragers (Psychidae). De wetenschappelijke naam van deze soort is voor het eerst geldig gepubliceerd in 1941 door Rebel.
De soort komt voor in Europa.